# 休納縣
休納縣是雲南省中部所屬的一個縣，元朝至元十三年（1276年）改部傍千戶所為休納縣，於休納縣置新興州，民國二年（1913年）新興州改為休納縣，民國五年（1916年）改名玉溪縣。